# Parábola da Ovelha Perdida

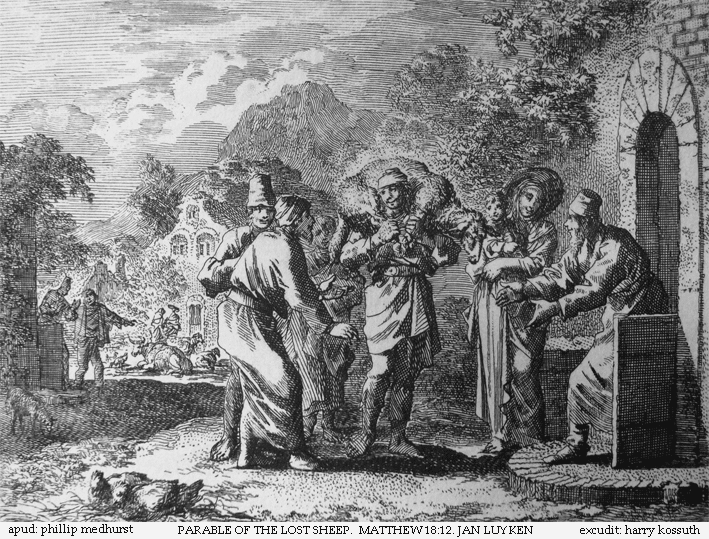
O Bom Pastor regozijando-se com seus amigos.
Gravura de Jan Luyken na Bíblia de Bowyer.

A Parábola da Ovelha Perdida é uma das parábolas de Jesus e aparece em dois dos evangelhos sinóticos do Novo Testamento, bem como no apócrifo Evangelho de Tomé.
De acordo com Mateus 18:10–14 e Lucas 15:1–7, um pastor deixa seu rebanho a fim de encontrar uma ovelha que se perdeu. Esta parábola é a primeira de uma trilogia sobre a redenção que Jesus conta após os fariseus e os líderes religiosos terem-No acusado de receber e fazer suas refeições com "pecadores". Em Lucas, ela aparece em Lucas 15:1–7 e é seguida pelas outras duas da trilogia, a Parábola da Moeda Perdida e a Parábola do Filho Pródigo.

## Narrativa bíblica

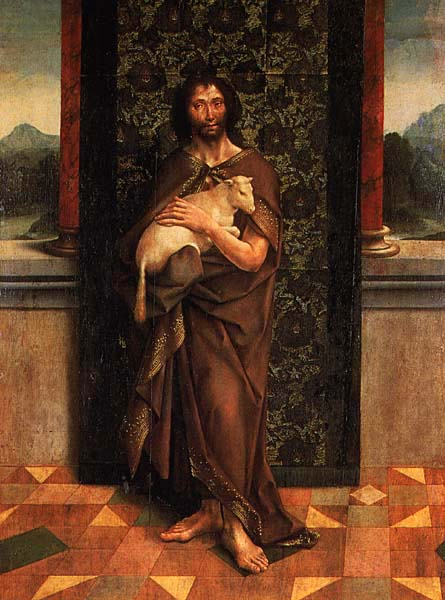
O Bom Pastor.
1520. Por Frei Carlos, atualmente no Museu Nacional de Arte Antiga de Lisboa.

No Evangelho de Mateus:
| “ | «Vede não desprezeis um destes pequeninos; porque vos digo que os seus anjos nos céus vêem incessantemente a face de meu Pai celestial. {Porque o Filho do homem veio salvar o que havia perecido.} Que vos parece? Se um homem tiver cem ovelhas e uma delas se extraviar, não deixa as noventa e nove e vai aos montes procurar a que se extraviou? Se acontecer achá-la, em verdade vos digo que se regozija mais por causa desta, do que pelas noventa e nove que não se extraviaram. Assim não é da vontade de vosso Pai que está nos céus, que pereça um só destes pequeninos.» (Mateus 18:10–14) | ” |

No Evangelho de Lucas:
| “ | «Aproximavam-se de Jesus todos os publicanos e pecadores para o ouvir. Os fariseus e os escribas murmuravam: Este recebe pecadores e come com eles. Jesus propôs-lhes esta parábola: Qual de vós é o homem que, possuindo cem ovelhas e tendo perdido uma delas, não deixa as noventa e nove no deserto, e não vai em busca da que se havia perdido até achá-la? Quando a tiver achado, põe-na cheio de júbilo sobre os seus ombros; e chegando à casa, reúne os seus amigos e vizinhos e diz-lhes: Regozijai-vos comigo, porque achei a minha ovelha que se havia perdido. Digo-vos que assim haverá maior júbilo no céu por um pecador que se arrepende, do que por noventa e nove justos, que não necessitam de arrependimento.» (Lucas 15:1–7) | ” |

## Evangelho de Tomé
No Evangelho de Tomé:
| “ | 107. Disse Jesus: O Reino é semelhante a um pastor que tinha cem ovelhas. Uma delas se extraviou, e era a maior de todas. Ele deixou as noventa e nove e foi em busca daquela única até achá-la. E, depois de achá-la, lhe disse: eu te amo mais do que as noventa e nove. | ” |
|   | — Evangelho de Tomé 107. |   |

## Interpretações
Esta parábola compartilha com a da Moeda Perdida o mesmo tema, sobre perda, busca e reencontro. A ovelha perdida ou a moeda perdida representam o ser humano perdido.
Tal como na analogia do Bom Pastor, Jesus é o pastor, identificando-se com a imagem de Deus como um pastor em busca de ovelhas perdidas em Ezequiel 34:11–16. Joel B. Green escreve que "essas parábolas são fundamentalmente sobre Deus, ... o seu objectivo é esclarecer a resposta divina em relação à recuperação do que foi perdido."
A alegria do pastor com seus amigos representa Deus se alegrando com os anjos. A imagem de Deus, regozijando-se com a recuperação dos pecadores perdidos contrasta com as críticas de líderes religiosos (os fariseus) que motivaram Jesus a contar a parábola.
Como a Parábola do Servo Fiel, é uma parábola sobre homens que está imediatamente antes, e chega na mesma conclusão, que uma parábola sobre mulheres.

## Representação na arte
A imagem desta parábola, do pastor colocando a ovelha sobre os ombros, foi amplamente incorporada pelas representações do Bom Pastor. Consequentemente, esta parábola aparece na arte majoritariamente como uma influência nas representações do Bom Pastor ao invés de um tema em si mesmo.